# Lempira
Lempira este moneda națională a Hondurasului (cu codul ISO4217 HNL). Acesta este subdivizat în 100 de centavos.

## Etimologie
Lempira a primit numele după conducătorul al poporului indigen Lenca din secolul al XVI-lea, renumit în folclorul hondurian pentru că a condus rezistența autohtonă (în cele din urmă, fără succes) împotriva forțelor conchistadorilor spanioli. Este un erou național și este onorat atât pe bancnota de 1 lempira, cât și pe monedele de 20 și 50 de centavos.

## Istorie
Lempira a fost introdusă în 1931, înlocuind peso cu o paritate de 1 la 1. La sfârșitul anilor '80, cursul de schimb era de două lempire pentru un dolar SUA. La 1 martie 2019, lempira a fost cotată la 24,35 HNL pentru 1 dolar american.

## Monede
În 1931, monedele au fost introduse în denominări de 5, 20 și 50 centavos și 1 lempira. Monedele de 1, 2 și 10 centavos au fost introduse în 1935, 1939 și, respectiv, în 1932. Monedele de argint de 1 lempira și-au încetat producția în 1937, celelalte monede de argint (20 și 50 centavos) fiind înlocuite cu monede de cupru-nichel în 1967. Monedele de 1 și 2 centavos au fost emise ultima dată în 1998 și, respectiv, în 1974.
Monedele aflate în prezent în circulație sunt:
- 5 centavos
- 10 centavos
- 20 centavos
- 50 centavos

## Bancnote
Banca Hondurasului și Banco Atlantida au emis primele bancnote lempira în 1932. Erau în denominări de 1, 2, 5, 10 și 20 de lempire. Banca Centrală a Hondurasului a preluat producția de bani de hârtie în 1950, introducând bancnote de 50 și 100 de lempire în 1950, urmată de bancnota de 500 de lempire din 1995.
În ianuarie 2010, o nouă bancnote de 20 lempire a fost introdusă pe piață realizată pe bază polimerică, fiind emise 60 de milioane de bancnote.
Bancnotele aflate în circulație sunt:
| Imagine | Nou | Valoare | Culoare    | Dimensiuni  | Avers                  | Reverse                                   |
| ------- | --- | ------- | ---------- | ----------- | ---------------------- | ----------------------------------------- |
|         |     | L1      | Roșu       | 156 × 67 mm | Lempira                | Copán                                     |
|         |     | L2      | Purpuriu   | 156 × 67 mm | Marco Aurelio Soto     | Amapala                                   |
|         |     | L5      | Gri        | 156 × 67 mm | Francisco Morazán      | Bătălia de 'La Trinidad'                  |
|         |     | L10     | Maro       | 156 × 67 mm | José Trinidad Cabañas  | Universidad Nacional Autónoma de Honduras |
|         |     | L20     | Verde      | 156 × 67 mm | Dionisio de Herrera    | Palatul prezidențial                      |
|         |     | L50     | Albastru   | 156 × 67 mm | Juan Manuel Gálvez     | Banca Centrală a Hondurasului             |
|         |     | L100    | Portocaliu | 156 × 67 mm | José Cecilio del Valle | Casa Valle                                |
|         |     | L500    | Violet     | 156 × 67 mm | Ramón Rosa             | San Juancito                              |